# Bakai-Ata (distrikt)
Bakaj-Atinskij Rajon (ryska: Бакай-Атинский Район) är ett distrikt i Kirgizistan.   Det ligger i oblastet Talas, i den västra delen av landet, 220 km väster om huvudstaden Bisjkek.